# Les Authieux-sur-le-Port-Saint-Ouen
Les Authieux-sur-le-Port-Saint-Ouen är en kommun i departementet Seine-Maritime i regionen Normandie i norra Frankrike. Kommunen ligger i kantonen Boos som tillhör arrondissementet Rouen. År 2022 hade Les Authieux-sur-le-Port-Saint-Ouen 1 210 invånare.

## Befolkningsutveckling
Antalet invånare i kommunen Les Authieux-sur-le-Port-Saint-Ouen
| Referens: INSEE |